# Andrea Schieffer
Andrea Schieffer (* in Hamburg) ist eine deutsche in Frankreich lebende Schauspielerin, Synchronsprecherin und Hörbuchinterpretin. Außerdem hat sie in vielen Computer- und Videospielen mitgewirkt.

## Werdegang
Schieffer ist seit 1982 als Schauspielerin aktiv. Ihre Ausbildung absolvierte sie 1989 in der Conservatoire national supérieur d’art dramatique in Paris. Sie spielte in vielen französischen Produktionen mit, dazu gehören auch Ende der Geduld oder die Miniserie Coeurs caraïbes.
Neben ihrer Tätigkeit als Schauspielerin war Schieffer auch als Sprecherin tätig. In Deutschland erlangte sie große Popularität, nachdem sie in einigen Videospielen stets die weibliche Hauptrolle übernahm, so als Kate Walker in der Videospielreihe Syberia, Victoria McPherson in Still Life oder Carla Valenti in Fahrenheit. Daneben war sie als Werbe- und Off-Sprecherin aktiv und hat viele Reportagen für Arte vertont, dazu ist sie die deutsche Stimme von Émilie Aubry in der französischen Informationssendung Mit offenen Karten.

## Privat
Schieffer lebt und arbeitet überwiegend in Paris. Sie stammt vermutlich aus dem Ruhrgebiet.

## Filmografie (Auswahl)
- 1989: Unterröcke der Revolution (Les jupons de la révolution, Fernsehserie, 1 Folge)
- 1990: Kommissar Navarro (Navarro, Fernsehserie, 1 Folge)
- 1990: Rache ist süß (Sweet Revenge)
- 1991: Katts und Dog (Katts & Dog, Fernsehserie, 2 Folgen)
- 1991: Black, der schwarze Blitz (The Black Stallion, Fernsehserie, 1 Folge)
- 1996: Weibsbilder
- 1998: Ende der Geduld (Une minute de silence)
- 2007: Der Fluchtpunkt (Ce que mes yeux ont vu)
- 2017: Ransom (Fernsehserie, 1 Folge)